# Gaël Querin
Gaël Querin (né le 26 juin 1987 à Lille) est un athlète français, spécialiste du décathlon.

## Biographie
En junior, son record est 7 292 points réalisé au centre sportif Chaoyang de Pékin en 2006, pour une 13e place aux Championnats du monde junior. À Turin, il termine 8e et finaliste de l'heptathlon avec 5 886 points.
Par la suite, ses performances augmentent progressivement, année par année.
Il est vice-champion de France 2012 d'heptathlon avec 5 799 points lors des Championnats de France d'athlétisme en salle 2012.
En mai 2012, il prend part au décathlon de Cannes et termine deuxième derrière son compatriote Kevin Mayer (8 091 points), et bat son record en réalisant 8 027 points, franchissant ainsi pour la première fois la barrière des 8 000 points.
Les 27 et 28 juin 2012, Gaël Quérin participe aux Championnats d'Europe d'Helsinki. Lors de la première journée de compétition, il améliore son record personnel au saut en longueur avec 7,56 m. La deuxième journée est moins bonne avec un lancer du disque assuré, un lancer du javelot moyen et un 1 500 m inférieur à ses espérances. Mais son record au saut à la perche (5,00 m contre 4,96 m réalisés à Götzis précédemment) lui permet tout de même de réaliser 8 098 pts, total lui permettant de terminer 5e du classement général final. Cette performance lui permet de passer à la deuxième place des bilans français 2012 (il terminera l'année à la troisième place). 
En 2013, Quérin bat son record à l'heptathlon avec 5 973 points, qui lui permet de terminer 3e des  championnats de France à Aubière derrière Jérémy Lelièvre et Kevin Mayer.
Les 18 et 19 décembre 2020, il dispute le dernier décathlon de sa carrière professionnelle lors du meeting d'épreuves combinées de la Réunion à Saint-Paul. Il réalise, à cette occasion, 7 423 points tout en remportant la dernière épreuve de la compétition: le 1 500 mètres,,. 

### Palmarès
| Date | Compétition                    | Lieu     | Résultat | Épreuve    | Points |
| ---- | ------------------------------ | -------- | -------- | ---------- | ------ |
| 2006 | Championnats du monde juniors  | Pékin    | 13e      | Décathlon  | 7 292  |
| 2009 | Championnats d'Europe en salle | Turin    | 8e       | Heptathlon | 5 886  |
| 2011 | Coupe d'Europe                 | Toruń    | 3e       | Décathlon  | 7 799  |
| 2011 | Universiade                    | Shenzhen | 2e       | Décathlon  | 7 857  |
| 2012 | Championnats d'Europe          | Helsinki | 5e       | Décathlon  | 8 098  |
| 2014 | Championnats d'Europe          | Zurich   | 9e       | Décathlon  | 8 194  |
| 2015 | Championnats d'Europe en salle | Prague   | 4e       | Heptathlon | 6 115  |
| 2017 | Multistars                     | Florence | 3e       | Décathlon  | 7 363  |

## Records
| Épreuve     | Performance   | Lieu                    | Date                           |
| ----------- | ------------- | ----------------------- | ------------------------------ |
| 100 m       | 11 s 10       | Villeneuve-d'Ascq Reims | 5 juillet 2013 12 juillet 2014 |
| Longueur    | 7,59 m        | Zurich                  | 12 août 2014                   |
| Poids       | 14,10 m       | Ratingen                | 29 juin 2019                   |
| Hauteur     | 2,02 m        | Reims                   | 14 juillet 2014                |
| 400 m       | 47 s 84       | Toruń                   | 2 juillet 2011                 |
| 110 m haies | 14 s 10       | Reims                   | 12 juillet 2014                |
| Disque      | 43,08 m       | Zurich                  | 13 août 2014                   |
| Perche      | 5,01 m        | Ninove                  | 27 juillet 2013                |
| Javelot     | 58,16 m       | Paris                   | 13 juillet 2013                |
| 1 500 m     | 4 min 08 s 90 | Götzis                  | 28 mai 2017                    |
| Décathlon   | 8 194 pts     | Zurich                  | 13 août 2014                   |

| Épreuve    | Performance   | Lieu           | Date                        |
| ---------- | ------------- | -------------- | --------------------------- |
| 60 m       | 7 s 07        | Aubière        | 21 février 2015             |
| Longueur   | 7,49 m        | Aubière        | 19 février 2011             |
| Poids      | 13,94 m       | Aubière        | 21 février 2015             |
| Hauteur    | 2,01 m        | Aubière Prague | 19 février 2011 7 mars 2015 |
| 60m haies  | 7 s 98        | Liévin Prague  | 21 février 2009 8 mars 2015 |
| Perche     | 5,00 m        | Prague         | 8 mars 2015                 |
| 1 000 m    | 2 min 32 s 46 | Aubière        | 22 février 2015             |
| Heptathlon | 6115 pts      | Prague         | 8 mars 2015                 |